# Komodo (Marvel Comics)
Komodo è il nome di due diversi personaggi immaginari appartenenti all'Universo Marvel.

## Storia dei personaggi

### Nuovi Uomini
Il primo Komodo è un membro della razza artificiale dei Nuovi Uomini, frutto degli esperimenti dell'Alto Evoluzionario. Komodo in particolare fu creato superevolvendo una normale lucertola.

### Melati Kusuma
Il secondo personaggio ad usare il nome Komodo è una ragazza di nome Melati Kusuma, una recluta dell'Iniziativa raccomandata da Curt Connors, dal quale ha rubato e migliorato la formula di Lizard per rimediare alla sua disabilità. Per il suo impegno e la sua devozione è stata incaricata di catturare l'Uomo Ragno insieme a War Machine, fallendo.
Ha una relazione sentimentale con Hardball, un altro membro dell'Iniziativa.

## Poteri e abilità
Il primo Komodo possiede una pelle squamosa molto resistente, forza superumana, la capacità di sputare fuoco, ed è dotato di una potente coda che può anche usare come arma in combattimento.
Melati Kusuma è riuscita a migliorare la formula che tramutò Curt Connors in Lizard e, assumendola, ha ottenuto poteri simili ai suoi, riuscendo però a mantenere la sua personalità e la sua intelligenza.

## Altri media
Il secondo Komodo compare come personaggio giocabile in LEGO Marvel's Avengers.
1. ↑  Il termine volume è usato in lingua inglese, in questo contesto, per indicare le serie, pertanto Vol. 1 sta per prima serie, Vol. 2 per seconda serie e così via.